# باندورائية كبريتية مأكسدة
باندورائية كبريتية مأكسدة (الاسم العلمي: Pandoraea thiooxydans) هي نوع من البكتيريا، سلبية الغرام، تتبع جنس الباندورائيات.